# Vahejõgi
A Vahejõgi csatorna a Tamula-tó vizét vezeti el Észtország délkeleti részén, Võru várostól északnyugatra, Roosisaare falu és Võru közt, Võru megyében. A vízfolyás mintegy 1,3 kilométer hosszú és 69,2 méteres tengerszint feletti magasságban található forrása. Rövid útja alatt mindössze egyetlen híd sem ível át rajta, ám a Tamula-tó felőli végénél található a Roosisaare falu és Võru városa közt átívelő gyalogoshíd.

## Fordítás
Ez a szócikk részben vagy egészben  a   Vahejõgi című észt Wikipédia-szócikk fordításán alapul.  Az eredeti cikk szerkesztőit annak laptörténete sorolja fel. Ez a jelzés csupán a megfogalmazás eredetét és a szerzői jogokat jelzi, nem szolgál a cikkben szereplő információk forrásmegjelöléseként.